# Bílovice nad Svitavou
Bílovice nad Svitavou – gmina w Czechach, w powiecie Brno, w kraju południowomorawskim. Według danych z dnia 1 stycznia 2013 liczyła 3 579 mieszkańców.
W miejscowości jest przystanek kolejowy Bílovice nad Svitavou.